# ISO 3166-2:BB
ISO 3166-2:BB – kody ISO 3166-2 dla parafii na Barbadosie.
Kody ISO 3166-2 to część standardu ISO 3166 publikowanego przez Międzynarodowa Organizację Normalizacyjną. Kody te są przypisywane głównym jednostkom podziału administracyjnego, takim jak np. województwa czy stany, każdego kraju posiadające kod w standardzie ISO 3166-1.
Aktualnie (2017) dla Barbadosu zdefiniowano kody dla 11 parafii (parish).
Pierwsza część oznaczenia to kod Barbadosu zgodnie z ISO 3166-1, natomiast druga część oznaczenia znajdująca się po myślniku to kod liczbowy jednostki administracyjnej.

## Kody ISO
| Kod ISO | Nazwa jednostki administracyjnej | Rodzaj jednostki administracyjnej |
| ------- | -------------------------------- | --------------------------------- |
| BB-01   | Christ Church                    | parafia                           |
| BB-02   | Saint Andrew                     | parafia                           |
| BB-03   | Saint George                     | parafia                           |
| BB-04   | Saint James                      | parafia                           |
| BB-05   | Saint John                       | parafia                           |
| BB-06   | Saint Joseph                     | parafia                           |
| BB-07   | Saint Lucy                       | parafia                           |
| BB-08   | Saint Michael                    | parafia                           |
| BB-09   | Saint Peter                      | parafia                           |
| BB-10   | Saint Philip                     | parafia                           |
| BB-11   | Saint Thomas                     | parafia                           |